# 1535
1535 је била проста година.

## Догађаји

### Јун
- 1. јун — Војска Карла V је заузела Тунис и масакрирала око 30.000 његових становника.

## Смрти
- 25. септембар — Папа Климент VII, римски папа